# 蒙哈拉斯
蒙哈拉斯（西班牙語：Monjarás），是巴拿馬的城鎮，位於該國中西部，由貝拉瓜斯省的卡洛弗雷區負責管轄，面積43.1平方公里，海拔高度130米，2010年人口585，人口密度每平方公里13.6人。